# Dmitri Voskobóinikov
Dmitri Voskobóinikov   (Moscou, 6 de març de 1941 - Moscou, 2 de desembre de 2001) fou un jugador de voleibol rus que va competir sota bandera soviètica durant les dècades de 1950 i 1960.
El 1964 va prendre part en els Jocs Olímpics de Tòquio, on guanyà la medalla d'or en la competició de voleibol. En el seu palmarès també destaquen una medalla d'or (1962) i una de bronze (1966) al Campionat del Món de voleibol, una d'or a la Copa del Món de voleibol de 1965 i una de bronze (1963) al Campionat d'Europa.
A nivell de clubs jugà amb el Burevestnik Moskva i CSKA Moskvà. Amb el CSKA guanyà dues edicions de la lliga soviètica (1962 i 1966).